# مارك إبستين
مارك إبستاين (بالإنجليزية: Mark Epstein)‏ هو معالج نفسي وعالم نفس أمريكي، ولد في 1953.